# Paurophylla bidentata
Paurophylla bidentata là một loài bướm đêm trong họ Erebidae.